# Fernmeldeturm Eberswalde
Der Fernmeldeturm Eberswalde ist ein für die Öffentlichkeit nicht zugänglicher, als Typenturm vom Typ FMT 10 ausgeführter Stahlbetonturm der Deutschen Funkturm südlich von Eberswalde. Der Turm ist 94 Meter hoch. Vom Turm aus werden folgende Radioprogramme abgestrahlt: Power Radio auf 91,8 MHz mit 1,3 kW ERP, BB-Radio auf 95,4 MHz mit 800 W ERP und Radio B2 auf 104,9 MHz mit 800 W ERP.